# Dir en grey
DIR EN GREY — японская авангардная группа, основанная в 1997 году в городе Осака. На сегодняшний день группа издала одиннадцать студийных альбомов. Считается одной из самых популярных групп за пределами Японии. Их многочисленные стилистические изменения сделали жанр музыки группы трудно определяемым, а музыкальные критики называют их звучание больше, чем музыкой, ссылаясь на стирание границ стиля и музыкального восприятия.

## История группы

### 1997—1999: путь становления и первый альбом GAUZE
Официально Dir en Grey появились 2 февраля 1997 года. Название группы представляет собой сочетание немецкого «dir», французского «en» и английского «grey» слов, что можно перевести как «сребреник». Однако в одном интервью гитарист и лидер коллектива Каору сказал по поводу названия следующее: «В то время, когда мы выбирали название для группы, оно имело какой-то смысл, но сейчас же оно больше не выражает группу, поэтому оно не означает ничего конкретного. Мы выбрали название группы, потому что оно звучало правильно, и оно также отражает образ, который, вероятно, не существует в другом месте».[проверить перевод]
Dir en grey самостоятельно выпустили свой первый мини-альбом MISSA 25 июля 1997 года, чем привлекли к себе всеобщее внимание в 1998 году, войдя в первую десятку музыкальных чартов Oricon с синглами Jealous и -I’ll- (выпущенные самостоятельно). Затем последовали выпуски пяти синглов в первой половине 1999 года, которые организовал и спродюсировал участник японской группы X Japan Ёсики.
28 июля 1999 этого же года последовал выпуск первого полноформатного альбома Dir en Grey — GAUZE, запись которого проходила в Лос-Анджелесе, США. Одно из шоу в поддержку альбома (снятое в Osaka-jō Hall) позже станет первым из нескольких концертов, которые будут выпущены на дебютных VHS и DVD.

### 2000—2004: от MACABRE до VULGAR
20 сентября 2000 года Dir en Grey самостоятельно выпускают свой второй альбом MACABRE, уже отказавшись от продюсерской помощи и сменив музыкальный стиль на более нетривиальный и прогрессивный. Одноимённую композицию Архивная копия от 3 ноября 2020 на Wayback Machine лидер группы Каору писал вдохновляясь отцами прогрессивной музыки King Crimson.
В 2000 году вокалист Кё был госпитализирован с проблемами слуха и несколько дат тура в поддержку второго студийного альбома MACABRE группе пришлось отложить. В конце концов был организован тур 00 > > 01 Macabre и был завершён в Budocan вскоре после выхода сингла ain’t afraid to die в апреле 2001 года.
30 января 2002 года наряду с выпуском третьего полноформатного альбома 鬼葬 (KISOU, Kisō), Dir En Grey дали свои первые выступления за рубежом, гастролируя по таким странам, как Китай, Тайвань и Южная Корея.
Вернувшись в Японию, последние даты длительного тура Rettou Gekishin Angya уже были в поддержку второго EP группы — six Ugly, который стал новой отправной точкой в более тяжёлом звуке.
В том же году они выпустили сингл Child prey, который был показан как вторая открывающая тема аниме-сериала «Боец Баки», а также с этого сингла возник четвёртый альбома под названием VULGAR.
Летом 2003 года Dir En Grey выступали в 赤坂BLITZ в течение пяти вечеров одной недели, причём каждое шоу (за исключением первого) было посвящено определённому альбому, последний из которых включал песни из тогдашнего ещё не выпущенного VULGAR. DVD-диск под названием Blitz 5 Days Архивная копия от 7 апреля 2014 на Wayback Machine был позже выпущен исключительно для членов официального фан-клуба группы под названием A Knot.
В сентябре 2003 года был выпущен четвёртый альбом — VULGAR и клип Obscure Архивная копия от 5 мая 2020 на Wayback Machine.
Гастроли в поддержку альбома продолжались до конца 2004 года.

### 2005—2006: ранний неазиатский тур и Withering to death.
В 2005 году Dir En Grey впервые выступили в Европе. Их концерты в Берлине и Париже (в рамках тура It Withers and Withers) были распроданы без какого-либо промоушена, за исключением информационных бюллетеней от импортных магазинов звукозаписи и интернет-радио.

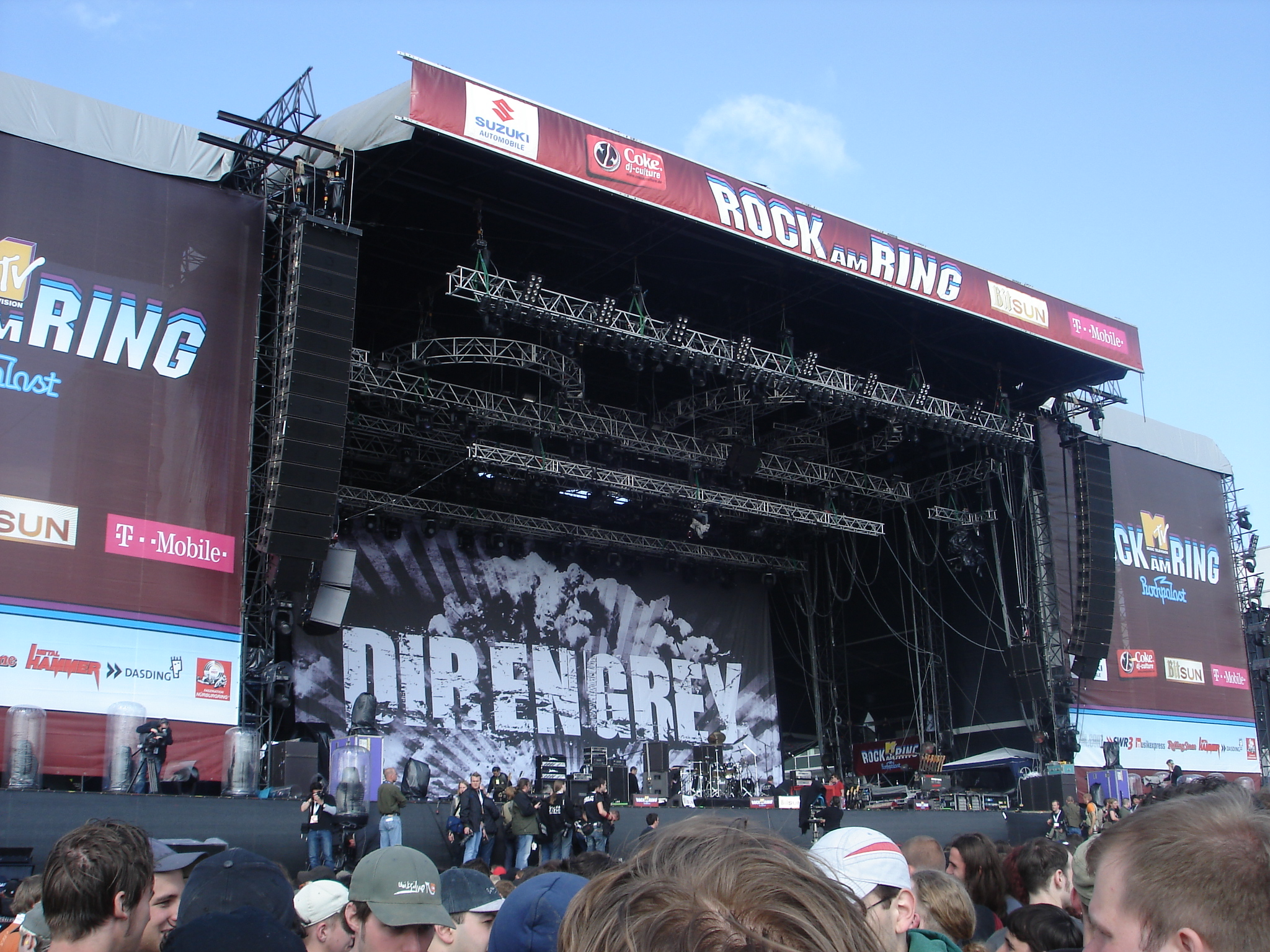
Сцена Dir en Grey на Rock am Ring, Германия (2006)

Группа также выступала на двух крупных фестивалях: Rock im Park 2005 и Rock am Ring 2006 Архивная копия от 3 февраля 2021 на Wayback Machine. Становясь всё более вовлечённым в международную музыкальную сцену, французская метал-группа Eths открывала для них в Париже концерт, а Dir En Grey в свою очередь пригласили американского музыканта Wednesday 13 и его группу сыграть в одном шоу в Японии. Dir En Grey также появлялись в рамках тура Taste of Chaos на Japanese leg в этом же году.
В 2005 году группа начала выпускать свои релизы в Европе официально, начиная с альбома Withering to death.. Музыка группы ранее была доступна только через средства импорта и обмена файлами в интернете и только для европейских поклонников. Альбом достиг первой неазиатской позиции в чартах, достигнув 31 позиции в Финляндии альбомных чартах. Последующий сингл, CLEVER SLEAZOID, позже поднялся до 15 позиции в чартах синглов в той же стране. Были сняты клипы на песни CLEVER SLEAZOID Архивная копия от 1 ноября 2020 на Wayback Machine и SAKU Архивная копия от 4 апреля 2020 на Wayback Machine. Несколько песен группы вошли в саундтрек к фильму Юдзи Симомуры «Смертельный транс» (2005).
В начале 2006 года гастроли расширились до Соединённых Штатов. Группа выступала в Остине, штат Техас, на фестивале South by Southwest, в Нью-Йорке в клубе Avalon и в Лос-Анджелесе, штат Калифорния, в театре Wiltern, за которым последовал Североамериканский релиз Withering to death.. Опять же, все шоу распроданы в течение нескольких дней. После нескольких концертов и выступлений на фестивалях в Германии летом вокалист Кё был снова госпитализирован из-за воспаления голосовых связок. Хотя два концерта в Японии пришлось отложить, Dir En Grey всё же смогли присоединиться к туру Korn Family Values Tour 2006. В октябре группа вернулась в Японию, чтобы выступить на фестивале Loudpark вместе с такими группами, как Megadeth, Slayer и Children of Bodom.
15 ноября 2006 года сингл Agitated Screams of Maggots был выпущен во время японского тура The Inward Scream.
30 декабря видеоклип на песню 朔-saku- Архивная копия от 1 марта 2020 на Wayback Machine стал № 1 на шоу MTV2 Headbanger’s Ball.

### 2007: реализм и открытие Европы с The Marrow of a Bone
В феврале Dir En Grey отправились в свой первый тур по Северной Америке, посетив шестнадцать городов в поддержку шестого альбома The Marrow of a Bone, который был выпущен 7 февраля в Японии, а также в последующие месяцы в США и Европе, а в сеть загружены ряд клипов: Agitated Screams of Maggots, Ryoujoku No Ame, Grief Архивная копия от 16 августа 2020 на Wayback Machine. В клипах группа значительно упростила свою визуальную составляющую в сторону реализма. С мая по июль коллектив был туре по США, а затем отправилась в Европу, состоялись дебютные выступления в Дании, Финляндии, Польше, Швеции и Великобритании, а также несколько фестивальных выступлений по всему континенту, в том числе Wacken Open Air 2007 Архивная копия от 3 февраля 2021 на Wayback Machine.
В сентябре группа отправилась в очередное международное турне, названное в честь их последнего сингла DOZING GREEN, которое началось в Японии и продолжилось в Европе, включая их дебютные выступления в Нидерландах и Швейцарии. В конце ноября Dir En Grey открыли два шоу для Linkin Park на Saitama Super Arena, а в декабре совершили японский тур, отмечая своё десятилетие.

### 2008—2010 авангардизм и всемирный успех Uroboros

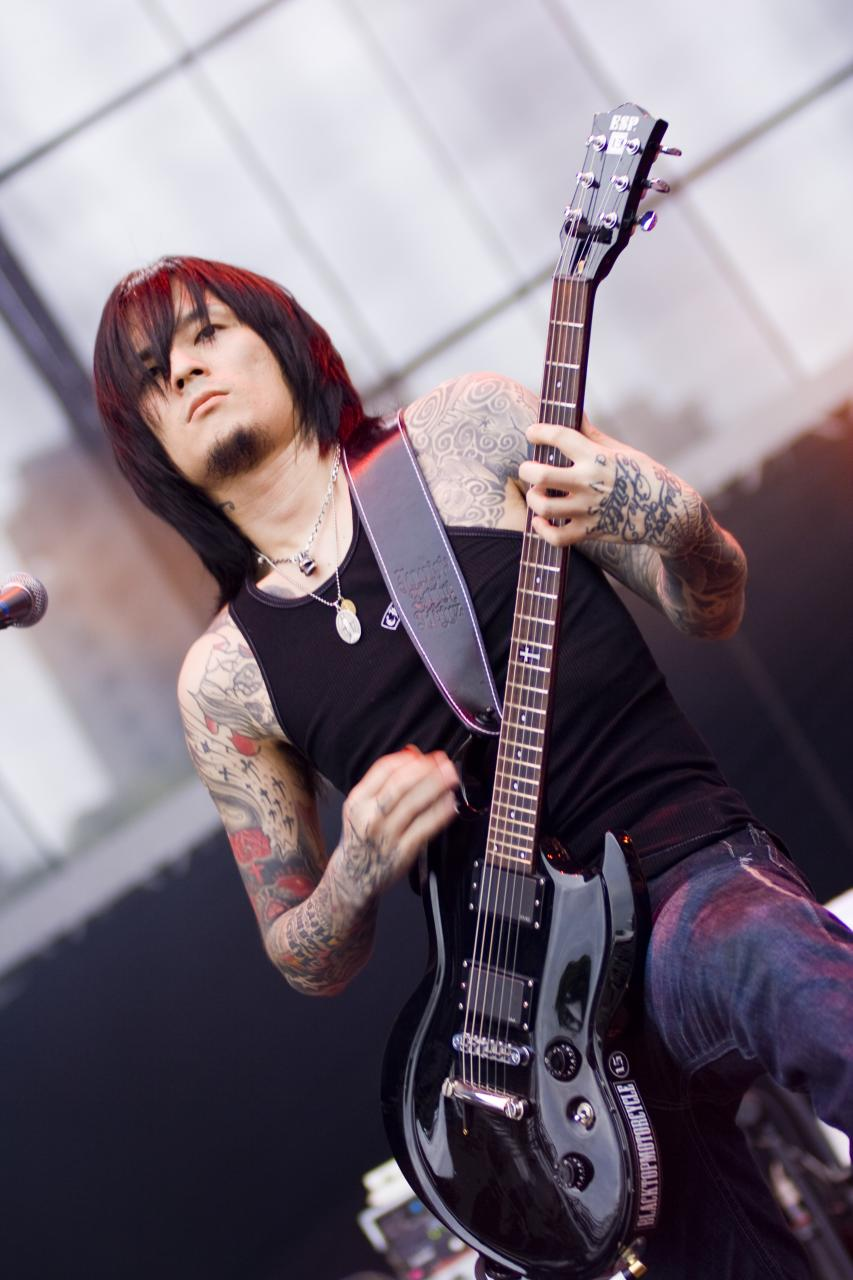
Каору на фестивале Maquinária Festival в Бразилии (2009)

1 августа 2008 Dir En Grey объявили о выпуске своего седьмого студийного альбома Uroboros, который вышел 11 ноября 2008 года в США. Этот альбом стал ключевой точкой развития музыкантов как авангардистов и прогрессивных композиторов. В записи принимали участие этнические инструменты: мандолина, конга, ситар и бива. Альбом получил крайне высокие оценки по всему миру. Были выпущен клип VINUSHKA, который стал самым значимым и цитируемым в истории Dir en Grey, однако, запрещённым к трансляции в Японии. Также были выпущены клипы на песни GLASS SKIN Архивная копия от 30 января 2020 на Wayback Machine, DOZING GREEN, REIKETSU NARISEBA Архивная копия от 8 января 2021 на Wayback Machine, RED SOIL.
Группа гастролировала по США и Канаде в поддержку альбома со вступительным концертом The Human Abstract. Осенью турне включало серию из четырёх шоу под названием Bajra и одно шоу 29 декабря под названием Uroboros -Breathing- в знаменитом зале Osakajo Hall, где группа не выступала с 18 декабря 1999 года.

Коллектив начал своё турне Feast of V Senses по Японии и продолжил в Европе, в рамках которого состоялись фестивальные выступления, выступления в качестве хедлайнера и одно шоу в качестве сохедлайнера с участием Killswitch Engage. Фестивальные выступления включали в себя их очередное выступление на Rock am Ring и Rock im Park, а также их первые концерты на Download Festival, Nova Rock и Metaltown. Также группа дала дебютные концерты в Италии и Чехии.

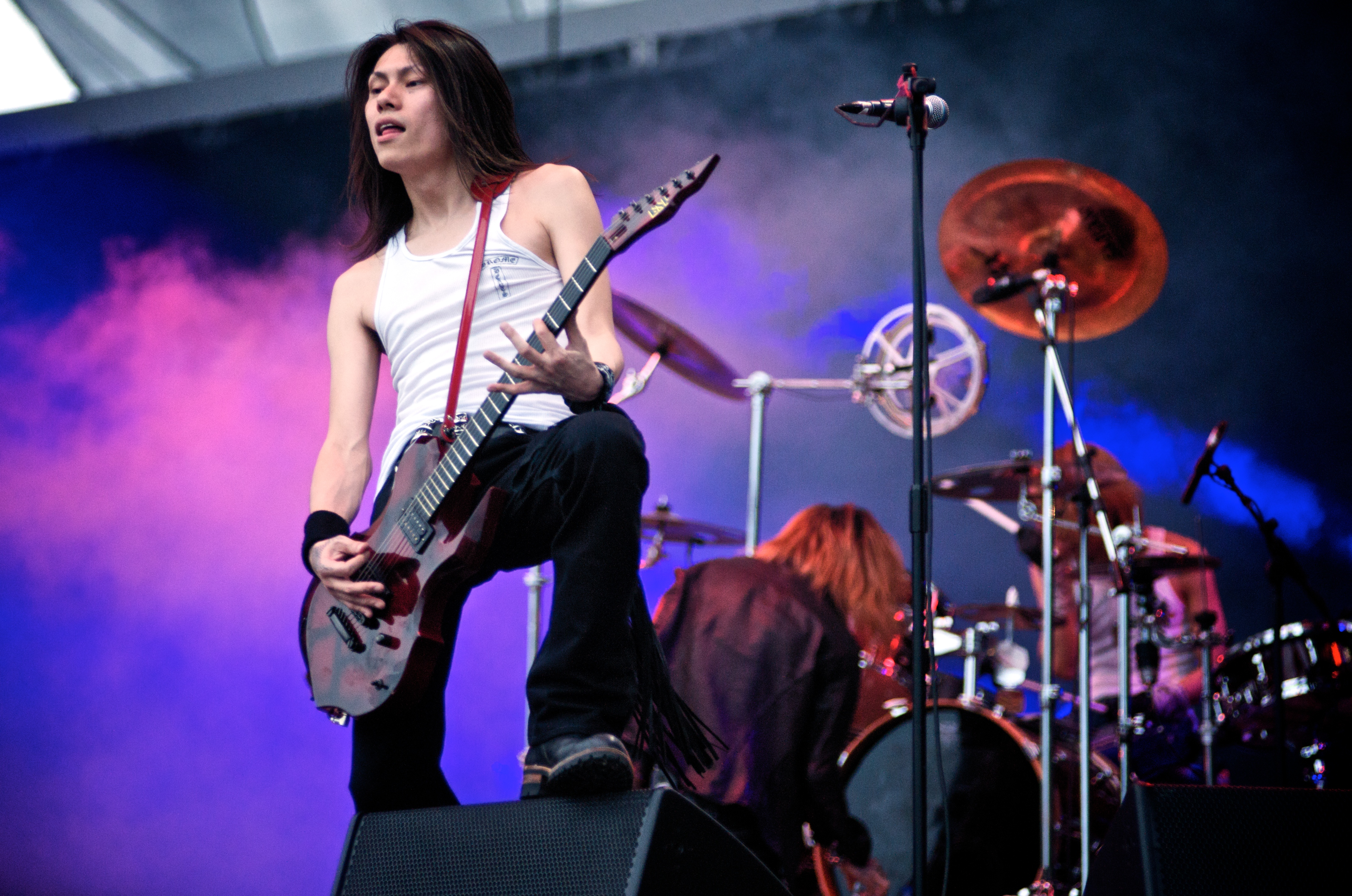
Дай на фестивале Maquinária Festival в Бразилии (2009)

После нескольких выступлений в рамках своего позднего летнего тура All Visible Things, Dir En Grey объявили о выпуске своего следующего сингла и клипа декабре Hageshisa to, Kono Mune no Naka de Karamitsuita Shakunetsu no Yami Архивная копия от 2 ноября 2020 на Wayback Machine, а также о Североамериканском и Южноамериканском туре. Их новый сингл был выпущен 2 декабря 2009 года и достиг 2-го места в еженедельном чарте Oricon: наивысшей позиции группы на сегодняшний день. Сезон их турне 2009 года завершился трёхдневным туром под названием Dorje. Группа также сняла фильм Архивная копия от 17 ноября 2011 на Wayback Machine о работе в студии.
Наконец Dir En Grey завершили длительный тур в поддержку альбома Uroboros, выступив с двумя концертами на крупнейшей площадке Японии Nippon Budokan под названием Uroboros: with the proof in the name of living…, где билеты были распроданы за 15 минут со старта продаж.

### 2011—2013: социальная проактивность и новое звучание в Dum Spiro Spero, Uroboros [Remastered & Expanded], The Unraveling
26 января 2011 года был выпущен сингл и клип Lotus Архивная копия от 4 апреля 2020 на Wayback Machine. Стартовал тур по Японии под названием The Decomposition of the Moon с 14 по 26 мая.
22 июня 2011 года группа выпустила сингл и клип Different Sense Архивная копия от 1 ноября 2020 на Wayback Machine, а также показала фильм Архивная копия от 17 ноября 2011 на Wayback Machine о работе в студии.
1 августа 2011 года Dir en rey опубликовали открытое письмо на своём официальном Facebook, в котором обвинили японское правительство во лжи своему народу и сокрытии истинной опасности уровня радиации после ядерной аварии на АЭС Фукусима-1, вызванная землетрясением и цунами в 2011 году в Тохоку. В октябре группа начала кампанию под названием Scream for the Truth, с вебсайтом и рекламным щитом, висящим на Таймс-сквер в Нью-Йорке, в надежде остановить предполагаемую дезинформацию и получить правильные цифры.
3 августа был 2011 выпущен восьмой студийный альбом Dum Spiro Spero. Он стал самым неординарным и прогрессивным в истории группы, уровень качества записи и сведения инструментов поднялся на новый качественный уровень.
В ноябре 2011 стартовал южный и северный американский тур группы TOUR2011 AGE QUOD AGIS Архивная копия от 7 января 2021 на Wayback Machine и продлился до декабря 2011 года.
Также группа в очередной раз выступила на Wacken 2011 Архивная копия от 2 ноября 2020 на Wayback Machine.
15 апреля 2012 музыканты выпустили обновлённую версию альбома Uroboros (2008) — Uroboros [Remastered & Expanded], который был с перезаписью некоторых партий и ремастерингом старых, который повторял звучание Dum Spiro Spero (2011).
11 августа 2012 года Dir En Grey выиграли Олимпиаду по экстремальному року, организованную Loudwire.com, победив Death в финале.
19 декабря 2012 группа выпустила сингл Rinkaku, фильм Архивная копия от 1 марта 2020 на Wayback Machine о том, как он записывался и клип Архивная копия от 24 июня 2020 на Wayback Machine, после полуторалетнего перерыва с момента выхода предыдущего сингла. 25 декабря в Токио начался тур под названием In Situ Архивная копия от 19 июня 2020 на Wayback Machine.
3 апреля 2013 года Dir En Grey выпустили свой третий мини-альбом под названием The Unraveling, с одной новой песней и шестью полностью переосмысленными под новый стиль и перезаписанными инструментальными партиями, а также фильм с работой на студии и клип Архивная копия от 25 января 2020 на Wayback Machine. Буквально через пару дней, 5 апреля, группа начала свой поддерживающий тур Tabula Rasa для новой EP.
В июне 2013 года группа приняла участие в коротком европейском турне, посетив популярный фестиваль Download 2013 Архивная копия от 31 декабря 2019 на Wayback Machine в Великобритании.
В сентябре 2013 года группа начала свой тур Ghoul, который продолжался с 18 сентября по 23 октября в Японии и с 3 ноября в Северной Америке. Также группа объявила о двух back-to-back шоу в Nippon Budokan в марте 2014 года под названием Dum Spiro Spero вместе с выпуском нового сингла Sustain the Untruth с переосмысленной в лучших традициях прогрессива старой композицией Macabre Архивная копия от 24 декабря 2019 на Wayback Machine, которую Каору писал вдохновляясь King Crimson.
В 2014 выходит Blu-ray & DVD & CD Dum Spiro Spero At Nippon Budokan, где третьим СD-диском шли варианты композиций в полностью авангардном и экспериментальном варианте, включая направления: джаз, эмбиент и нойз.

### 2014—2021: Arche и The Insulated World
22 января 2014 Dir en Grey выпустили сингл Sustain The Untruth, а также клип Архивная копия от 10 августа 2020 на Wayback Machine и фильм о работе на студии.
В августе 2014 года группа отметила 15 лет своего дебютного альбома Gauze. В этот период они отправились в японское турне под названием Tour14 Psychonnect: Mode -Gauze-? Архивная копия от 7 января 2021 на Wayback Machine, аналогично названный в честь тура, который они устроили в 1999 году.
10 декабря 2014 года вышел девятый альбом Arche, вместим с ним группа записала студийный лайв Архивная копия от 7 ноября 2021 на Wayback Machine и клип 空谷の跫音 Архивная копия от 2 ноября 2020 на Wayback Machine. На данной пластинке музыканты отказались от прогрессивного метала со своих предыдущих работ. Каору прокомментировал, что сами участники сказали, что хотят сыграть более расслабляющие песни с небольшим количеством нот.
В коллаборации с Capcom был снят клип Revelation of Mankind Архивная копия от 12 января 2021 на Wayback Machine для маркетинговой поддержки вышедшей тогда игры Resident Evil Revelations 2. После состоялось турне 2014—2015 под названием By the Grace of God Архивная копия от 1 ноября 2020 на Wayback Machine.
В 2015 году группа делала перерыв, так как у гитариста и лидера группы Каору начался паралич пальцев правой кисти, по его словам, впервые неприятные ощущения в указательном пальце он начал испытывать в 2014 году; тогда же он часто ронял медиаторы во время концертов. На момент окончания тура он уже не мог самостоятельно удержать медиатор: «Мой указательный палец не двигался. Я пробовал различные методы лечения, однако ничего не помогало; вместо этого мой большой палец постепенно тоже начал терять чувствительность. Вслед за ним та же история повторилась с остальными 3-мя пальцами. На мою повседневную жизнь это не влияет, но оставлять все так я тоже не могу». Врачи сообщили ему, что неприятные ощущения в руке вызваны ослаблением связок, стабилизирующих суставы и сухожилия. Это — профессиональное заболевание. Врачи меня заверили, что со временем мне станет лучше, но на данном этапе в моём состоянии нет никаких изменений. В итоге во время концертов мне приходится закреплять медиатор на руке при помощи двустороннего скотча. Я ничего не могу с этим поделать. Могу только терпеливо ждать, когда моя рука выздоровеет". В октябре 2015 года он запустил регулярную радио-программу «Свобода выражения» на InterFM897, а также издал свою первую книгу Dokugen, в которой рассказал о своей жизни.
5 и 6 февраля 2016 года Dir En Grey презентовали альбом Arche в Nippon Budokan и объявили дату выхода Blu-ray & DVD в июне 2016 года. В этому туре гитарист Каору уже играл медиатором-когтём, который крепился кольцом на фалангу пальца.
27 июля 2016 года группа выпустила сингл 詩踏み и клип Архивная копия от 31 июля 2020 на Wayback Machine, а после Dir En Grey начали различные ностальгические туры по предыдущим альбомам под названием Tour16-17 From Depression to ________ [mode of KISOU], Tour16-17 From Depression To ________ [mode of VULGAR], Tour16-17 From Depression to ________ [mode of THE MARROW OF A BONE], Tour16-17 From Depression To ________ [mode of Dum Spiro Spero] c июля по ноябрь 2016. Ко всем шоу были выпущены Blu-ray & DVD.
25 апреля 2018 года группа выпустила сингл 人間を被る, а также клип Архивная копия от 1 ноября 2020 на Wayback Machine и фильм Архивная копия от 28 января 2020 на Wayback Machine о работе в студии.
26 сентября 2018 года вышел десятый студийный альбом The Insulated World и клип Ranunculus Архивная копия от 7 апреля 2020 на Wayback Machine. Группа также объявила о европейском турне, которое начнётся в октябре 2018 года, под названием Wearing Human Skin.
18 сентября 2019 вышел сингл The World of Mercy с центральной одноимённой композиций Архивная копия от 7 марта 2020 на Wayback Machine, которая возвращала к прогрессивным временам эпохи Dum Spiro Spero и переосмысленной Macabre Архивная копия от 1 ноября 2020 на Wayback Machine в The Unraveling, а также было записано видео со студийной работой Scenes from Recording Архивная копия от 12 декабря 2020 на Wayback Machine. После этого они отправились в тур по Японии (DIR EN GREY — WAKE/理由 TOUR19) Архивная копия от 17 марта 2020 на Wayback Machine и по Северной Америке с декабря 2019 года, а затем и по Европе с января по февраль 2020 года, записав во Франции концерт TOUR20 This Way to Self-Destruction Архивная копия от 9 декабря 2020 на Wayback Machine и бекстейдж TOUR20 This Way to Self-Destruction DOCUMENTARY FOOTAGE Архивная копия от 13 декабря 2020 на Wayback Machine.
22 марта 2020 на своём официальном канале youtube Архивная копия от 10 апреля 2020 на Wayback Machine Dir en Grey дали концерт без зрителей Live Concert Behind Closed Doors Архивная копия от 9 декабря 2020 на Wayback Machine в прямом эфире, который посмотрели порядка полумиллиона раз.

### 2022—по сей день: Phalaris
15 июня 2022 года вышел 11-й студийный альбом Phalaris, который был приурочен к 25-летию группы. 
Особенностью альбома стали более продолжительные и прогрессивные композиции с более рыхлым и фуззовым звучанием, но при этом с высоким уровнем темпа, что является закономерным развитием музыкальных идей Каору из предыдущего периода.
Название и обложка для Phalaris вдохновлены древним тираном Фаларисом и изобретенным им устройством для пыток — Медным быком. По мнению западных критиков альбом получился: «тяжелый, полным боли и страданий, которые DIR EN GREY всегда прекрасно выражают».
24 апреля 2024 группа выпустила сингл The Devil In Me, в который вошли одноимённый трек и перезаписанные Cage и Yokan. 
Клип на песню The Devil In Me сгенерирован нейросетью и посвящён серийному убийце Джону Гейси.
Также песня The Devil In Me была предоставлена для японской версии трейлера к фильму ужасов "Терифер: Кошмар Рождества".

## Музыкальный стиль и влияние
Формат Dir En Grey подвергался изменениям на протяжении всей их карьеры, изначально являясь довольно экспериментальной формой альтернативного рока. Dir En Grey классифицируется во многих жанрах, таких как альтернатива, экспериментал, авангард, прогрессив и другие.
Некоторые треки из дебютного продюсерского альбома Gauze (1999) продемонстрировали отчётливое поп/рок влияние японской сцены тех лет, которое было в значительной степени изменено в пользу более прогрессивного построения композиций на следующих альбомах уже без влияния продюсеров — Macabre (2000) и Kisou (2002). В то время некоторые песни были более динамичными, сырыми и агрессивными, музыка группы приняла решающий оборот с выходом сингла Six Ugly (2002), с тех пор она приобрела полное влияние тяжелого европейско-американского жанра, хоть и не имеет фактически никакого отношения к последующей их музыки.
Далее стиль Dir En Grey тянулся к рифам и песенным структурам в большей степени по образцу тогдашних современных североамериканских жанров ню-метал и металкор.
С момента выпуска альбома Uroboros (2008) и Dum Spiro Spero (2011) музыка сменило своё направление в сторону многослойного, нестандартного и продуманного прогрессива (DIR EN GREY — DIABOLOS from DUM SPIRO SPERO AT NIPPON BUDOKAN 2014) Архивная копия от 3 ноября 2020 на Wayback Machine. Альбомы представляют собой особый не только музыкальный отход от предыдущих записей, но инженерный и технический. Критики отмечали, что их звучание не имеет почти ничего общего с предыдущими работами. Эти альбомы содержат сложные структуры песен, гармонии и многослойные гитарные партии, длинные композиции и более широкий спектр музыкальных и философских идей (DIR EN GREY — AMON from DUM SPIRO SPERO AT NIPPON BUDOKAN 2014) Архивная копия от 20 декабря 2021 на Wayback Machine.
Вокалист группы Кё (DIR EN GREY — OBSCURE (from ARCHE AT NIPPON BUDOKAN live 2014) Архивная копия от 5 апреля 2020 на Wayback Machine стал считаться ключевым звеном группы, он получил признание за его отличительную вокальную и интеллектуальную работу, широкий диапазон и универсальность, будучи способным: «…петь чистейшим вокалом, выть, напевать, кричать, рычать и издавать почти нечеловеческие звуки», — критик Thom Jurek из журнала AllMusic положительно сравнил его с экспериментальными и авангардистскими вокалистами Майком Паттоном и Диамандой Галас (Kyo вокальный перфоманс 2010 Архивная копия от 5 января 2020 на Wayback Machine vs Mike Patton вокальный перфоманс 2006 Архивная копия от 25 августа 2020 на Wayback Machine). Помимо певчей манеры Кё одно время активно заимствовал и элементы сценического поведения Майка Паттона (DIR EN GREY — Rasetsukoku (Live 2011) и DIR EN GREY — Yokusou Ni DREAMBOX (Live 2011) Архивная копия от 17 апреля 2021 на Wayback Machine vs Faith No More — Cuckoo For Caca (Live 1995) Архивная копия от 2 февраля 2021 на Wayback Machine и Faith No More — Jizzlobber (Live 1992) Архивная копия от 22 ноября 2020 на Wayback Machine).
Журнал Loudwire написал: «Имея экстремально низкий вокал Кё (Dir En Grey — Live at Wacken Open Air 2011) Архивная копия от 2 ноября 2020 на Wayback Machine может повернуть в миг на 180 градусов и запеть чистейшим фальцетом».
Критик Dane Prokofiev из журнала PopMatters написал о Кё (DIR EN GREY — Inconvenient Ideal live in Yokohama Arena 2017) следующее: «Природная лёгкость и склонность к такому резкому контрасту между двумя противоположными концами человеческого вокального спектра могут быть получены только как разновидность выигрышного лотерейного билета до рождения, и вы знаете как он называется — „талант“».
Dir en Grey получили значительную международную фан-базу будучи группой с вокалом на японском языке (с небольшими вкраплениями английского, французского, русского и немецкого). Лидер коллектива — Каору, сказал: «Когда я рос, то слушал американские группы, все они пели на английском языки и я понятия не имел, что они говорят. Но я все ещё помню то волнение, которое я испытал от самой музыки. Я знаю, как слушатель, что наши поклонники могут приобщаться к нашей музыке таким же образом — даже с языковым барьером». Когда его спросили, почему они почти всегда используют японский язык вместо английского, так как это придало бы им более широкую международную привлекательность, он ответил: «Мы считаем, что наша музыка это произведение искусства. Язык является частью этого произведения искусства». Гитарист объяснил, что Кё, который пишет все тексты, предпочитает: «чувствительность, которую предлагает японский язык. Есть выражения и нюансы, которые можно передать только на японском языке; он ценит это». Тем не менее, он отметил, что также есть некоторые выражения, которые могут быть преподнесены только на английском языке, поэтому они планируют использовать английский, когда чувствуют необходимость в таковом. Тексты песен затрагивают такие темы, как социально-культурные взаимоотношения, пропаганда средств массовой информации, а также сексуальные навязчивые идеи и форму любви с негативными последствиями. Словарный запас варьируется от тонкого до явного (хотя использование ненормативной лексики значительно уменьшилось по мере взросления группы, последнее выпуска альбома Uroboros), большинство текстов в значительной степени стали полагаться на игру слов и двойные смыслы, часто включающие в себя несколько значений символа кандзи.
Творчество Dir en Grey вызвало некоторые споры в Японии, так как некоторые их музыкальные клипы были запрещены на телевидении за «жестокие и грубые визуальные эффекты, в том числе поедание ребёнка, убийство и кровь» (DIR EN GREY — Unraveling Архивная копия от 25 января 2020 на Wayback Machine, DIR EN GREY — Revelation of Mankind Архивная копия от 1 ноября 2020 на Wayback Machine, DIR EN GREY — Uroko Архивная копия от 3 июля 2020 на Wayback Machine). По схожему принципу телеканалы и радиостанции отказались воспроизводить клип на песню Vinushka Архивная копия от 13 января 2021 на Wayback Machine 2008 года, который включал в себя видеоматериалы о Второй мировой войне и заголовки газет после атомных бомбардировок Хиросимы и Нагасаки.
Вокалист группы Кё в своём интервью в Москве (25 января 2020 года) сказал: «Мы не поём о каких-то хороших вещах и не делаем ничего светлого и прекрасного на концертах. Думаю, среди наших фанатов есть много любителей странных вещей… Я не очень понимаю причину почему нас любят, если честно. Наверное, поклонники находят что-то, что их цепляет. В Японии довольно много людей, которые ненавидят наше творчество и зачастую нам запрещают выступать на ТВ. Бывает, если кто-то говорит: „Я люблю Dir en Grey“, ему могут ответить: „В смысле?“ — с некоторым презрением».
Группы, которые оказали влияние на музыкантов Dir en Grey:
Кё — Buck-Tick, Bauhaus, David Sylvian, Mr. Bungle, Korn
Каору — The Beatles, Black Sabbath, King Crimson, Mr. Bungle, Faith No More, Metallica, Pantera, Death, Meshuggah, Cannibal Corpse, Korn, System Of A Down, Lamb Of God, Mastodon, Gojira, Fleshgod Apocalypse, Bjork, Boris
Дай — D’erlanger, Ziggy
Тосия — Alice in Chains, Radiohead, Metallica, Korn
Синъя — Aion, Gargoyle, Meshuggah

## Состав группы
- Каору (薫) — лидер коллектива, главный композитор, ритм-гитара, бэк-вокал, клавиши, звуковое программирование, иллюстрации;
- Кё (京) — вокал, поэзия, клавиши, звуковое программирование, иллюстрации, композитор;
- Дай — соло-гитара, акустическая гитара, бэк-вокал, композитор;
- Тосия —  бас-гитара, бэк-вокал, композитор;
- Синъя — барабаны, композитор.

## Музыкальное оборудование
Каору Архивная копия от 4 июня 2020 на Wayback Machine играет на именной гитаре ESP D-KV-7st Архивная копия от 4 июня 2020 на Wayback Machine, которую подключает в усилитель Diezel VH4 Архивная копия от 4 июня 2020 на Wayback Machine. Более подробно можно посмотреть на сайте Equipboard Архивная копия от 17 апреля 2021 на Wayback Machine.
Дай Архивная копия от 28 сентября 2020 на Wayback Machine играет на именной гитаре ESP D-DR-II Архивная копия от 28 сентября 2020 на Wayback Machine, которую подключается в усилитель Mesa Boogie Road King II Архивная копия от 28 сентября 2020 на Wayback Machine. Более подробно можно посмотреть на сайте Equipboard Архивная копия от 17 апреля 2021 на Wayback Machine.
Тосия Архивная копия от 21 октября 2020 на Wayback Machine играет на бас гитарах ESP D-TT «Trick Star» и ESP D-TR 290, которые подключает в усилитель Ampeg SVT-2 Pro. Более подробно можно посмотреть на сайте Equipboard Архивная копия от 17 апреля 2021 на Wayback Machine.

## Концерты в России
2010: 5 августа Москва, 6 августа Санкт-Петербург;
2011: 25 августа Москва;
2018: 6 октября Санкт-Петербург, 7 октября Москва;
2020: 25 января Москва, 26 января Санкт-Петербург.

## Дискография

### Полноформатные альбомы
- GAUZE (1999)
- MACABRE (2000)
- 鬼葬 (2002)
- VULGAR (2003)
- Withering to death. (2005)
- THE MARROW OF A BONE (2007)
- UROBOROS (2008)
- DUM SPIRO SPERO (2011)
- ARCHE (2014)
- The Insulated World (2018)
- PHALARIS (2022)

### Мини-альбомы (EP)
- MISSA (1997)
- Six Ugly (2002)
- THE UNRAVELING (2013)

### Синглы
- Jealous (1998)
- -I’ll- (1998)
- Akuro No Oka (1999)
- -ZAN- (1999)
- Yurameki (1999)
- Cage (1999)
- Yokan (1999)
- Myaku (2000)
- [KR]cube (2000)
- aiyou No Ao (2000)
- ain’t afraid to die (2001)
- FILTH (2001)
- JESSICA (2001)
- Embryo (2001)
- Child Prey (2002)
- DRAIN AWAY (2003)
- Kasumi (2003)
- THE FINAL (2004)
- Saku (2004)
- CLEVER SLEAZOID (2005)
- Ryoujoku No Ame (2006)
- Agitated Screams Of Maggots (2006)
- DOZING GREEN (2007)
- GLASS SKIN (2008)
- Hageshisa To, Kono Mune No Naka De Karamitsuita Shakunetsu No Yami (2009)
- LOTUS (2011)
- DIFFERENT SENSE (2011)
- AMON (2011)
- Tsumi To Batsu (2011)
- Rinkaku (2012)
- SUSTAIN THE UNTRUTH (2014)
- Utafumi (2016)
- Ningen wo Kaburu (2018)
- The World of Mercy (2019)
- Ochita Koto no Aru Sora (2020)
- 朧 (2021)
- The Devil In Me (2024)